# The Tick (serie televisiva 2016)
The Tick è una serie televisiva statunitense, creata da Ben Edlund per Amazon, basata sull'omonimo supereroe, protagonista di una serie di comic book.

## Trama
In un mondo in cui le persone con i superpoteri esistono, Arthur, che ha perso il padre per colpa del super-cattivo The Terror, è considerato dalla sorella Dot un cospirazionista perché è convinto che The Terror non sia stato davvero ucciso da Superian, un supereroe alieno; grazie alla comparsa del supereroe The Tick però la vita del giovane cambierà radicalmente.

## Episodi
| Stagione         | Episodi | Pubblicazione USA | Pubblicazione Italia |
| ---------------- | ------- | ----------------- | -------------------- |
| Prima stagione   | 12      | 2016-2018         | 2017-2018            |
| Seconda stagione | 10      | 2019              | 2019                 |

## Personaggi e interpreti

### Personaggi principali
- The Tick (stagioni 1-2), interpretato da Peter Serafinowicz, doppiato da Alessio Cigliano.
- Arthur Everest (stagioni 1-2), interpretato da Griffin Newman, doppiato da Simone Lupinacci[1].
- Dot Everest (stagioni 1-2), interpretata da Valorie Curry, doppiata da Benedetta Degli Innocenti.
- Superian (stagioni 1-2), interpretato da Brendan Hines, doppiato da Guido Di Naccio.
- Miss Lint (stagioni 1-2), interpretata da Yara Martinez, doppiata da Angela Brusa.
- Overkill (stagioni 1-2), interpretato da Scott Speiser, doppiato da Marco Vivio.
- The Terror (stagione 1), interpretato da Jackie Earle Haley.

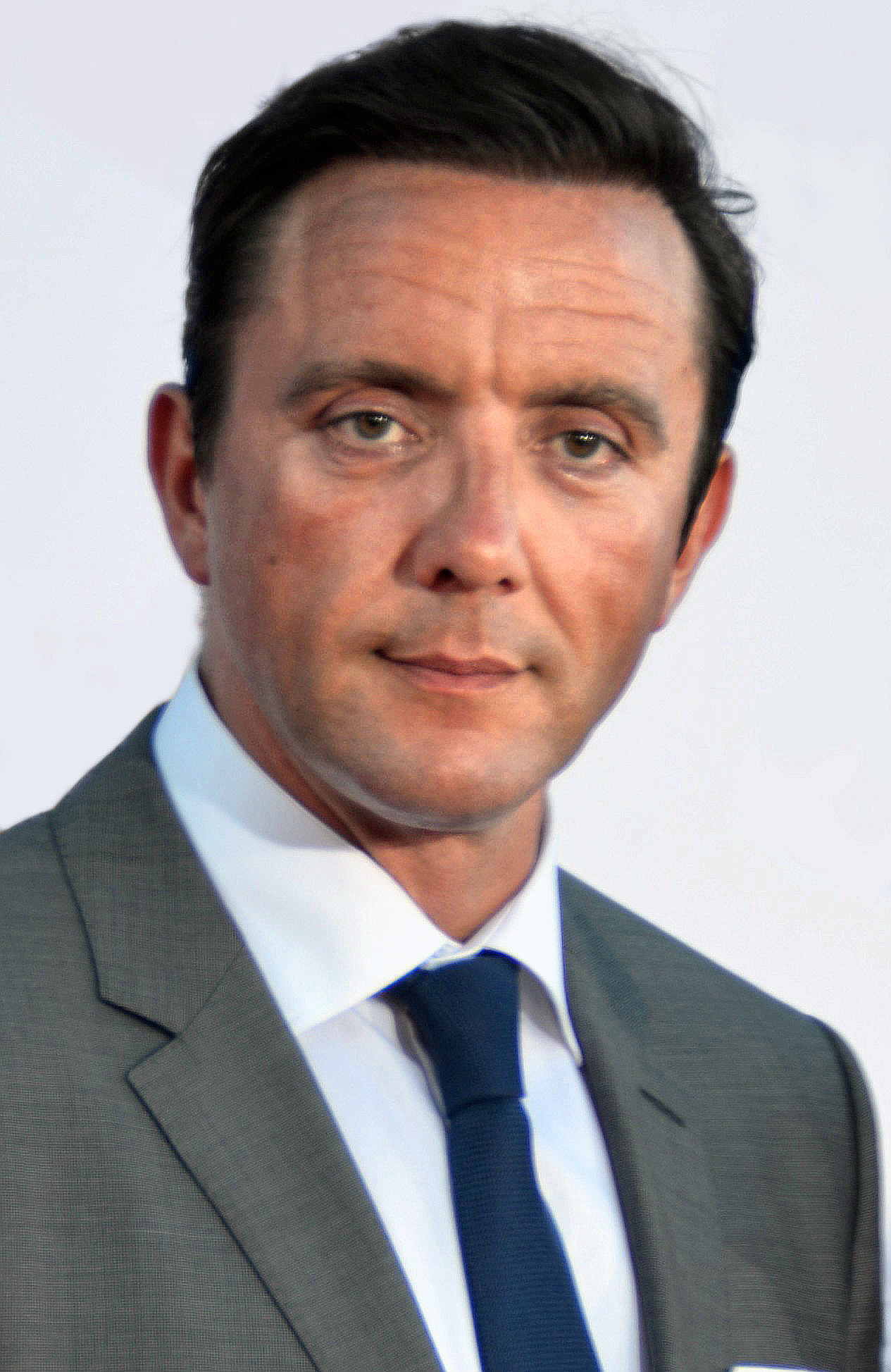
Peter Serafinowicz interpreta The Tick
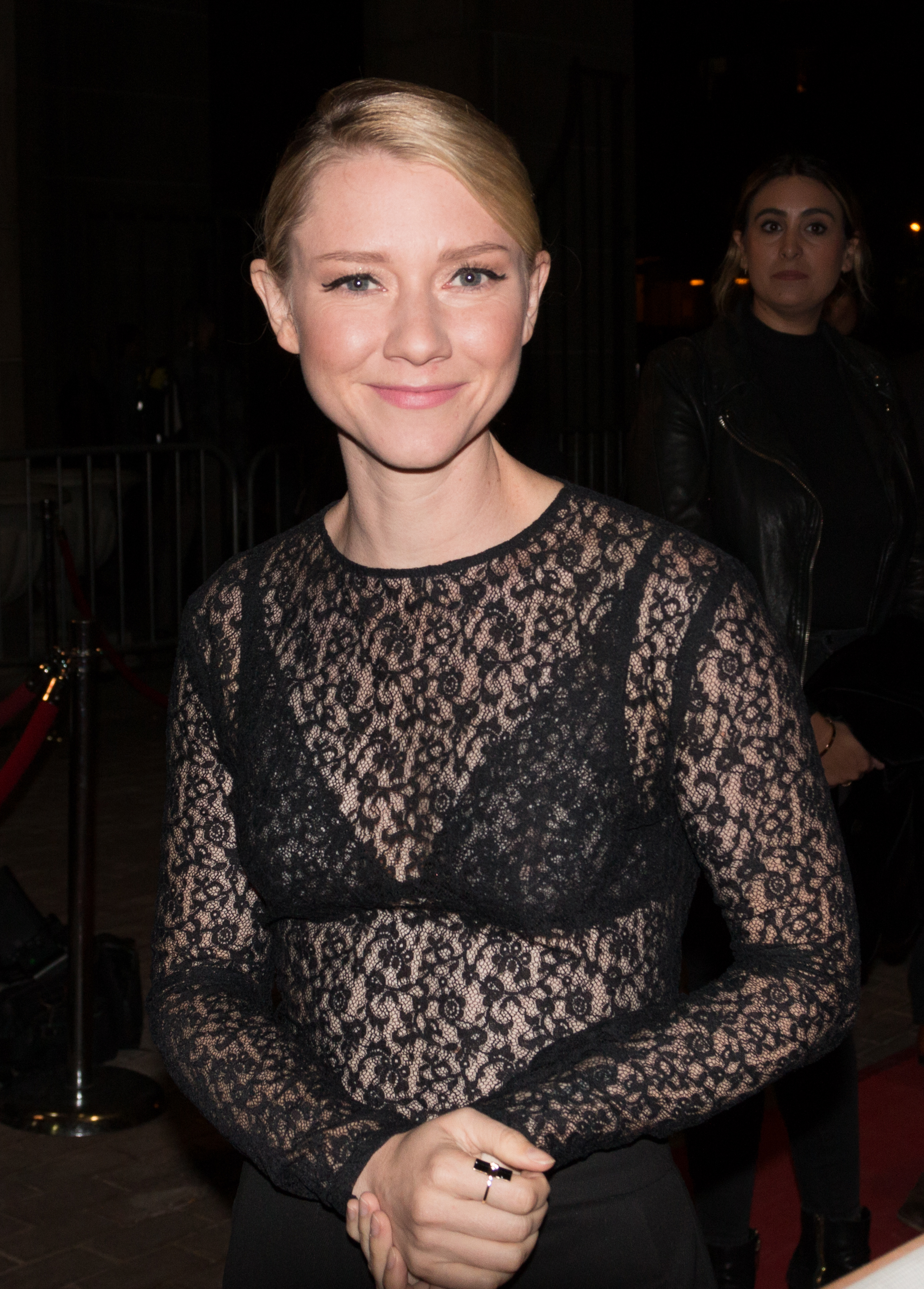
Valorie Curry interpreta Dot Everest
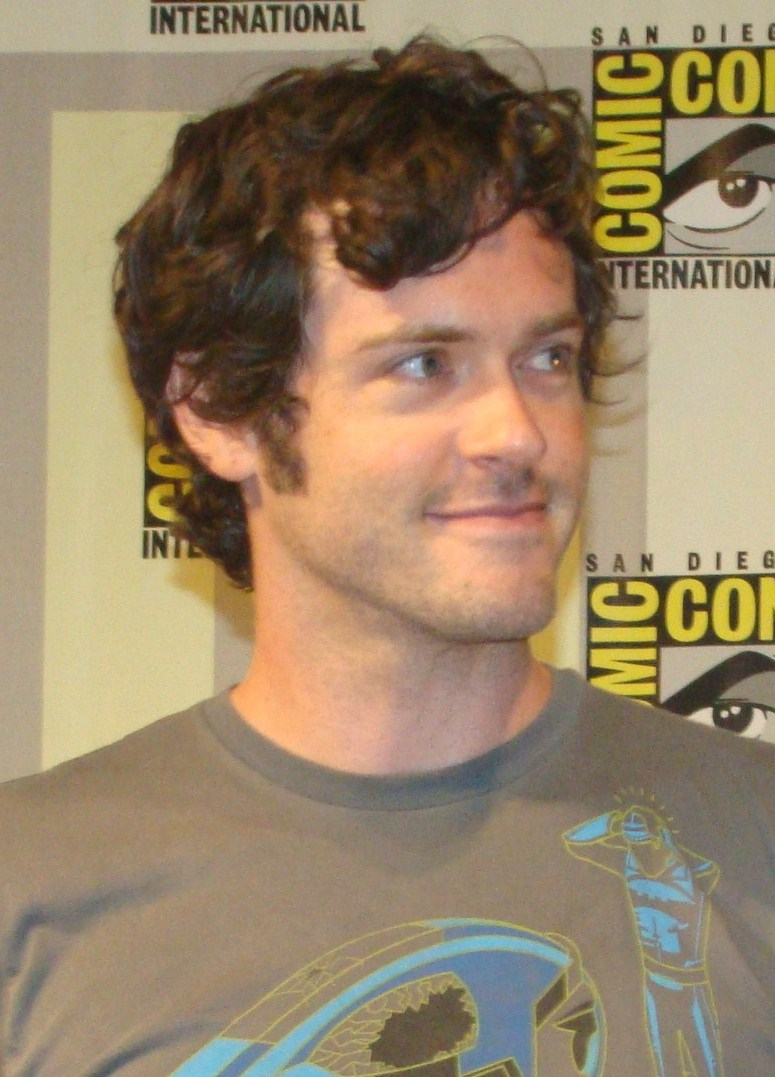
Brendan Hines interpreta Superian
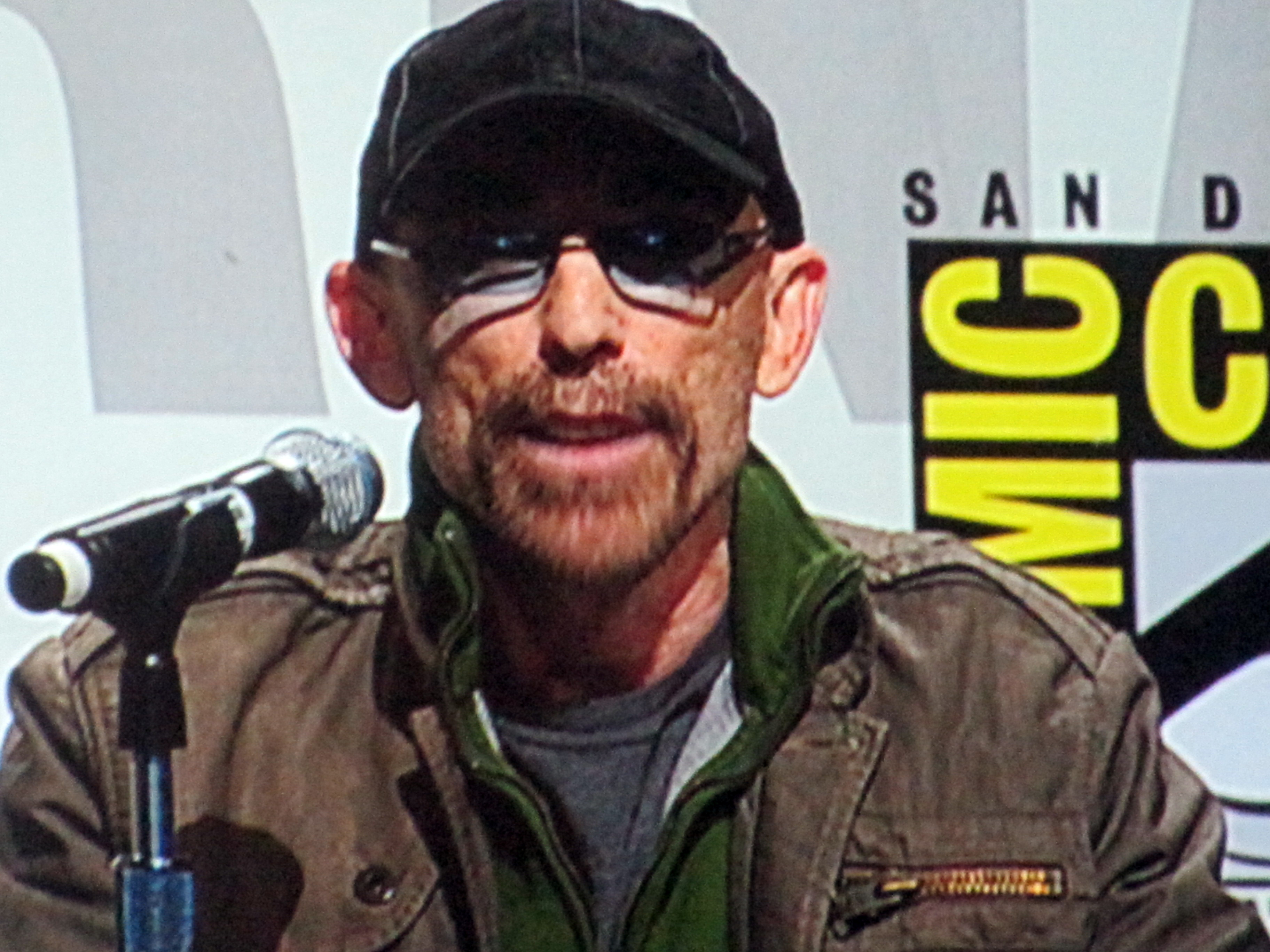
Jackie Earle Haley interpreta The Terror

## Trasmissione
La serie ha debuttato negli Stati Uniti il 18 agosto 2016 sul servizio di video on demand, Amazon Video, con l'episodio pilota. Gli episodi dal secondo al sesto, della prima stagione, sono stati pubblicati, poi, a livello internazionale, il 25 agosto 2017, mentre gli episodi dal 7 al 12 sono stati pubblicati il 23 febbraio 2018.
Il 17 gennaio 2018 Amazon rinnova la serie per una seconda stagione di 10 episodi, la quale ha debuttato il 5 aprile 2019. Il 16 maggio 2019 il creatore della serie, Ben Edlund, conferma che la serie non sarebbe stata rinnovata per una terza stagione.